# Slow Me Down
Slow Me Down es el 7⁰ álbum de estudio grabado por la cantante estadounidense de música country Sara Evans. Lanzado el 11 de marzo del 2014 a través de RCA Records Nashville.

## Lista de canciones
| CD    |                                                             |          |  |
| N.º   | Título                                                      | Duración |  |
| 1.    | «Slow Me Down»                                              | 3:15     |  |
| 2.    | «Not Over You (Con Gavin DeGraw)»                           | 3:52     |  |
| 3.    | «Put My Heart Down»                                         | 3:16     |  |
| 4.    | «Can't Stop Loving You (Dueto con Isaac Slade of The Fray)» | 3:35     |  |
| 5.    | «You Never Know»                                            | 3:59     |  |
| 6.    | «If I Run»                                                  | 3:33     |  |
| 7.    | «Sweet Spot»                                                | 3:02     |  |
| 8.    | «Good Love Is Hard to Find»                                 | 3:33     |  |
| 9.    | «Better Off (Con Vince Gill)»                               | 4:01     |  |
| 10.   | «Gotta Have You»                                            | 3:25     |  |
| 11.   | «Revival»                                                   | 4:01     |  |
| 38:12 |                                                             |          |  |